# احتباس الهواء
احتباس الهواء (بالإنجليزية: Air trapping)‏ ويسمى أيضًا احتباس الغاز وهو انحباس غير طبيعي للهواء في الرئتين بعد الزفير. ويلاحظ في أمراض الرئة الانسدادية مثل الربو، ومتلازمة التهاب القصيبات، ومرض الانسداد الرئوي المزمن. وسبب الانسداد مثل أن يكون المريض غير قادر على زفر الهواء كلياً.
يحدث احتباس الهواء بنتائج قياس التنفس بسبب نمط انسدادي يؤدي إلى تبقي مقدار مرتفع من الهواء. وغالباً ما يشخص احتباس الهواء مصادفةً بمسح الأشعة المقطعية (CT). والطريقة الوحيدة للتفريق الواضح بين احتباس الهواء وانتفاخ الرئة هي أخذ صور للزفير. وعلى شريط الزفير سيُرى بوضوح الغاز المنحبس في حالات احتباس الهواء.
يمثل احتباس الهواء رئة مشبعة بالهواء بشكل سيء، ولكنه بذاته حميد سريرياً. وهي مشكلة شائعة للمدخنين الذين يغوصون. ففي الغوص ينهار حجم الرئة ويدفع الهواء إلى مناطق مشبعة بالهواء بشكل سيء. ومن الارتفاع من العمق العميق فإن هذه المناطق المحتبسة الهواء للرئة تتمدد. وهذا يضع ضغوطاً كبيرة على أنسجة الرئة والتي يمكن أن تتمزق.